# 2022年のポルトガルグランプリ (ロードレース)
2022年のポルトガルグランプリは、ロードレース世界選手権の2022年シーズン第5戦として、4月24日にポルトガルのアルガルヴェ・インターナショナル・サーキットで開催された。